# Vsévolod III de Vladímir

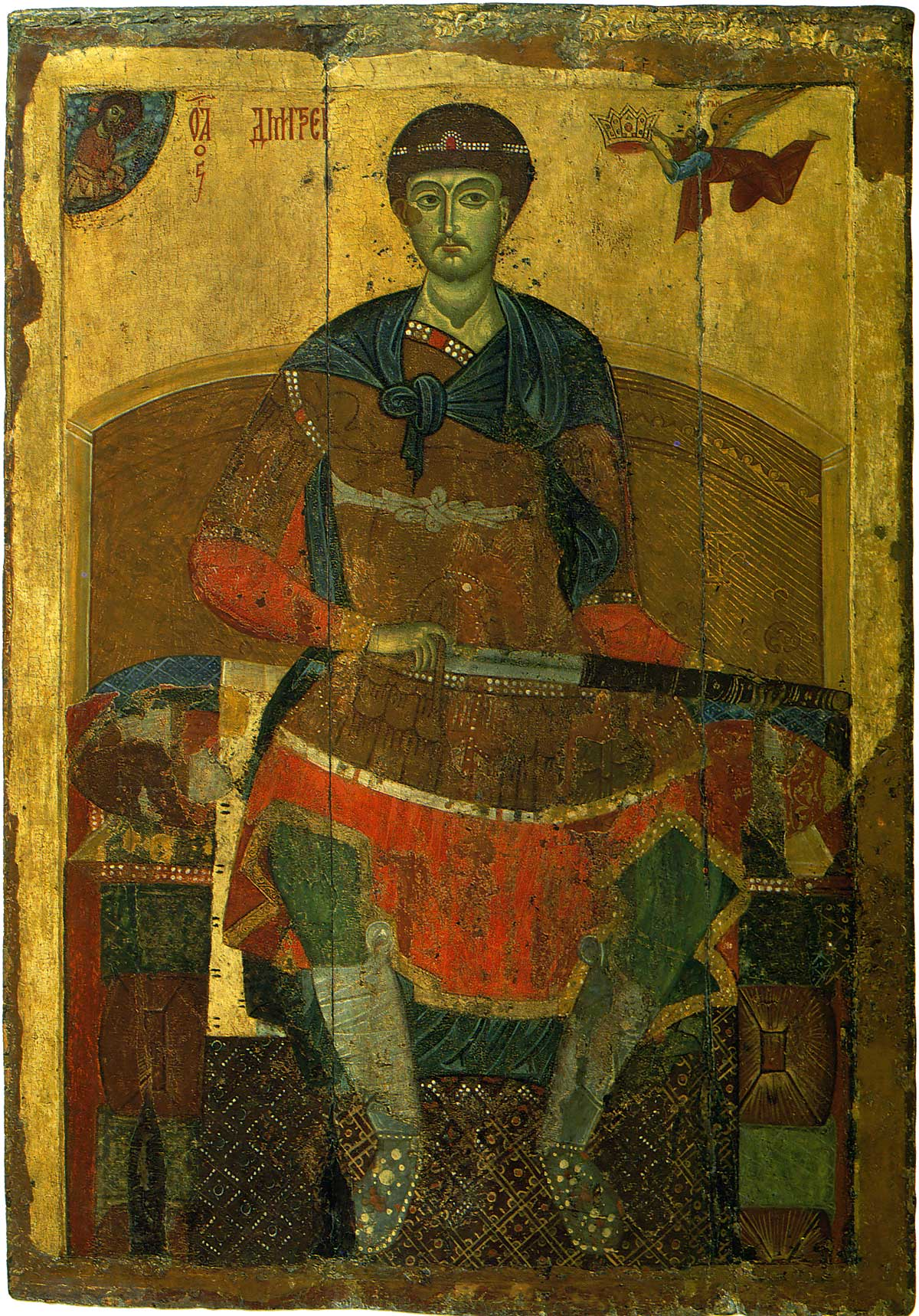
El icono de Vsévolod muestra su santo patrón, san Demetrio, sacando una espada de su vaina

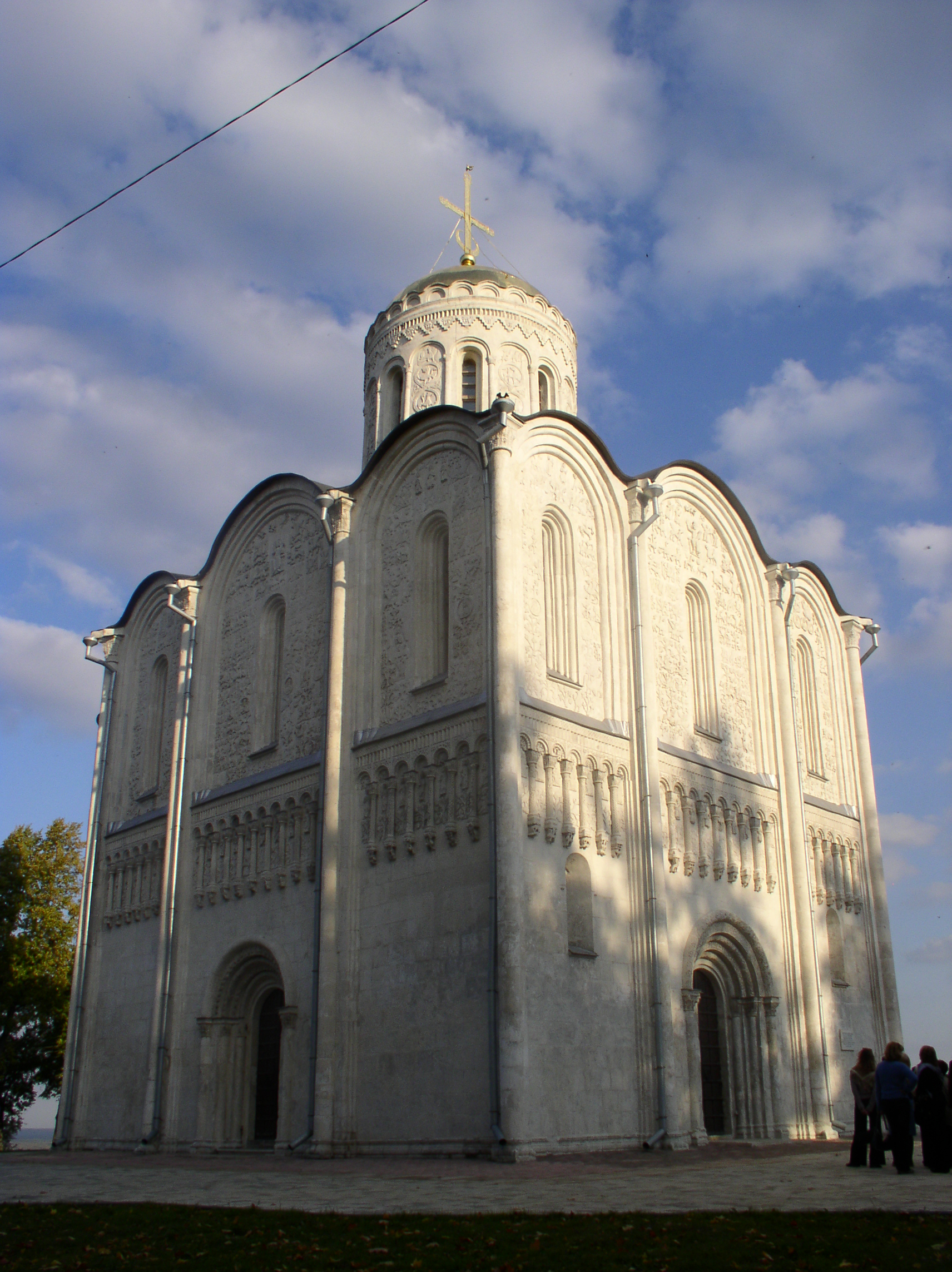
El nombre cristiano de Vsévolod era Dmitri, motivo por el cual dedicó su palacio-iglesia a San Demetrio.

Vsévolod III Yúrievich, o Vsévolod Gran Nido (del ruso: Все́волод III Ю́рьевич Большо́е Гнездо́) (1154-1212), fue gran príncipe del Principado de Vladímir-Súzdal de la Rus de Kiev y con él la ciudad de Vladímir llegó a la cima de su esplendor. Reinó desde 1177 a 1212.

## Familia
Vsévolod era el décimo hijo de Yuri Dolgoruki, quien fundó la ciudad de Dmítrov para conmemorar el lugar de su nacimiento. Nikolái Karamzín fue el primero en especular que la madre de Vsévolod, Helena, era una princesa griega, que tras la muerte de su marido, llevó consigo a Vsévolod a Constantinopla.
Pasó su juventud en la corte de los Comneno. A su regreso del Imperio Bizantino a la Rus de Kiev en 1170, Vsévolod supuestamente visitó Tbilisi, ya que una crónica local registra que el rey de Georgia conoció a su sobrino de Constantinopla y lo casó con su pariente, una princesa osetia.

## Reinado
En 1173, Vsévolod fue por breve tiempo gobernante de Kiev, siendo capturado como prisionero por dos príncipes de Smolensk que tomaron la ciudad. Rescatado un año después, se hizo partidario de su hermano Miguel de Vladímir en su lucha contra los poderosos boyardos de Rostov y Súzdal. A raíz de la muerte de Miguel, Vsévolod le sucedió en Vladímir. En poco tiempo consiguió subyugar a los boyardos y saqueó a los pueblos del Volga, entre ellos la Bulgaria del Volga. Instaló a sus hombres de confianza en Nóvgorod y casó a sus hijas con príncipes de Chernígov y Kiev.
Vsévolod no era clemente con los que desobedecían sus órdenes. En 1180 y 1187, castigó a los príncipes de Riazán, desterrándoles de sus tierras. En 1207, arrasó tanto Riazán como Bélgorod. Su fama militar se difundió rápidamente. En el "Cantar de las huestes de Ígor", que se cree que se escribió durante su reinado, se le apela así: "¡Gran Príncipe Vsévolod! ¿No piensas volar aquí para salvaguardar el dorado trono paterno de Kiev? Tú que con tus remos podrías deshacer en gotas el Volga, y con tus cascos secar el Don."
En la última parte de su reinado no se preocupó mucho de los asuntos de Kiev. Se concentró en edificar su propia capital, Vladímir. Su mujer, María Shvárnovna, que se dedicó a obras de piedad y fundó diferentes conventos, fue glorificada por la Iglesia ortodoxa rusa como santa. Con ella Vsévolod tuvo no menos de doce hijos, razón por la cual recibió el sobrenombre de Gran Nido. Cuatro de ellos, Konstantín, Yuri, Yaroslav y Sviatoslav, lo sucedieron como Grandes Duques de Vladímir. Murió el 12 de abril de 1212, siendo enterrado en la Catedral de la Dormición de Vladímir.

## Matrimonio e hijos
Vsévolod se casó primero con María Shvárnovna, cuyos orígenes son objetos de disputa. Ha sido identificada como osetia, alana y morava. Tuvieron como mínimo catorce hijos:
- Sbislava Vsévolodovna (nacida el 26 de octubre de 1178).
- Vseslava Vsévolodovna. Casada con Rostislav Yaroslávich, príncipe de Snov. Era hijo de Yaroslav II Vsévolodovich, príncipe de Chernígov. Su abuelo paterno era Vsévolod II de Kiev.
- Verjuslava Vsévolodovna. Casada con Rostislav II de Kiev.
- Konstantín de Vladímir (18 de mayo de 1186-2 de febrero de 1218).
- Borís Vsévolodovich. (c. 1187-1238).
- Gleb Vsévolodovich († 29 de septiembre de 1189).
- Yuri II de Vladímir (1189-4 de marzo de 1238).
- Yaroslav II de Vladímir (8 de febrero de 1191-30 de septiembre de 1246).
- Helena Vsévolodovna († 1204).
- Vladímir Vsévolodovich, príncipe de Yúriev-Polski (25 de octubre de 1194-6 de enero de 1229).
- Sviatoslav III de Vladímir (27 de marzo de 1196-3 de febrero de 1252).
- Iván Vsévolodovich, príncipe de Starodub del Kliazma (28 de noviembre de 1197-más tarde de 1247).
- Pelagea Vsévolodovna.
- Anna Vsévolodovna. Se casó con Vladímir, príncipe de Bélgorod († 1239).

María falleció en 1205 o 1206. Vsévolod se casó de nuevo en 1209 con Liubov Vasílkovna. Era hija de Vasilko Briacheslávich, príncipe de Vítebsk. No se conoce que tuvieran hijos.